# Новицький Олександр Адольфович
Олександр Адольфович Новицький (1894 — 11 березня 1930, місто Берлін, Німеччина) — радянський діяч, фінансист, уповноважений Народного комісаріату фінансів РРФСР по УСРР. Член ВУЦВК.

## Життєпис
Народився 1894 року. Точне місце народження невідоме. Закінчив чоловічу гімназію. Навчався в політехнічному університеті, навчання не закінчив.
З квітня 1917 по червень 1918 року був членом Партії лівих соціалістів-революціонерів.
З листопада 1917 року працював у фінансовій системі Народного комісаріату фінансів РРФСР. З 1918 року — завідувач губернського фінансового відділу в місті Петрограді.
Член РКП(б) з вересня 1918 року.
У серпні 1920 року направлений у розпорядження ЦК КП(б)У. З серпня 1920 по січень 1921 року — завідувач Київського губернського фінансового відділу.
28 січня 1921 року відправлений у розпорядження Народного комісаріату фінансів РРФСР для роботи у Москві та призначений заступником представника Народного комісаріату фінансів РРФСР у Малій Раді народних комісарів РРФСР.
З 18 червня 1921 року — завідувач Бюджетно-Кошторисного управління Народного комісаріату фінансів РРФСР, з 25 серпня 1921 року —начальник Кошторисно-Бюджетного Управління Народного комісаріату фінансів РРФСР. У вересні 1921 року призначений заступником представника Народного комісаріату фінансів РРФСР у Держплані РРФСР. Одночасно з 1921 року — секретар золотої валютної комісії, представник Народного комісаріату фінансів у Раді праці та оборони РРФСР. 27 січня 1922 року призначений постійним представником до Фондової комісії. Новицький брав безпосередню участь у встановленні розміру недоторканного металевого фонду.
30 травня — 16 липня 1922 року — заступник уповноваженого та тимчасовий виконувач обов'язків уповноваженого Народного комісаріату фінансів РРФСР по УСРР.
16 липня 1922 — серпень 1923 року — уповноважений Народного комісаріату фінансів РРФСР по УСРР.
23 жовтня 1923 — 12 січня 1925 року — начальник Фінансово-контрольного управління Народного комісаріату фінансів СРСР.
12 січня 1925 року через погіршення стану здоров'я переведений в резерв співробітників Народного комісаріату фінансів СРСР «зі збереженням за ним одержуваної зарплати».
У лютому 1925 — 11 березня 1930 року — голова правління Гарантійного та кредитного банку для Сходу (ГАРКРЕБО) в Берліні (Німеччина).
Помер 11 березня 1930 року в Берліні після тривалої та важкої хвороби.